# Молалы
Молалы́ (каз. Молалы) — село в Аксуском районе Жетысуской области Казахстана. Административный центр Молалинского сельского округа. Код КАТО — 193273100.

## История
До 2013 года Молалы являлся посёлком городского типа.

## Население
В 1999 году население села составляло 430 человек (227 мужчин и 203 женщины). По данным переписи 2009 года в селе проживало 213 человек (117 мужчин и 96 женщин).